# 李珊珊 (篮球运动员)
李珊珊（1987年3月3日—），江苏无锡人，中国女子篮球運動員，亦為中国国家女子篮球队成員。

## 簡歷
李珊珊在3月3日出生，所以父母用“3·3”的谐音给她起名。她在小西湖小学就读一年级时，就被体育老师选中加入篮球队；她在四年级时进入了少体校，师从启蒙教练张丽华。张丽华带了她三年，直到她进入江苏省女篮青年队。
2012年，李珊珊在在WCBA联赛代表江苏队時，场均可以得到14分3次助攻和2次抢断，场均三分球命中率达到35%。她亦凭借联赛的出色表现，第一次入选国家队。

## 教練評價
启蒙教练张丽华認為，李珊珊永远是最有拼劲的球員，哪怕只得2分她都是场上的焦点，所以她的球迷最多。她跟队友的关系非常好，性格直来直去。
中国国家女子篮球队主教練孙凤武認為李姗姗速度高，外线投篮既远且准，配合意识好，具备一定能力。